# Олноа ле Валансијен
Олноа ле Валансијен (фр. Aulnoy-lez-Valenciennes) насеље је и општина у североисточној Француској у региону Север-Па д Кале, у департману Север која припада префектури Валансјен.
По подацима из 2011. године у општини је живело 7425 становника, а густина насељености је износила 1213,24 становника/km². Општина се простире на површини од 6,12 km². Налази се на средњој надморској висини од 37 метара (максималној 91 m, а минималној 33 m).

## Демографија
| 1962. | 1968. | 1975. | 1982. | 1990. | 1999. | 2011. |
| ----- | ----- | ----- | ----- | ----- | ----- | ----- |
| 3.565 | 3.602 | 7.465 | 8.759 | 8.029 | 8.002 | 7.425 |

График промене броја становника у току последњих година